# Dyskografia Engelberta Humperdincka
Dyskografia Engelberta Humperdincka – brytyjskiego piosenkarza i kompozytora składa się z 50 albumów studyjnych, 51 kompilacji, 55 minialbumów oraz 44 singli.
Debiutancki album artysty, Release Me, został wydany w 1967 roku. Krążek zajął 7. miejsce na amerykańskiej liście przebojów Billboard 200. Ostatni wydany album nazywa się Release Me – The Best Of Engelbert Humperdinck, został wydany 26 maja 2012 roku.

## Albumy
| Rok  | Album                                                                   | Najwyższe miejsce na liście przebojów | Najwyższe miejsce na liście przebojów |
| Rok  | Album                                                                   | USA                                   | UK                                    |
| ---- | ----------------------------------------------------------------------- | ------------------------------------- | ------------------------------------- |
| 1967 | Release Me Data wydania: 20/05/1967                                     | 7                                     | 6                                     |
| 1967 | The Last Waltz Data wydania: 25/11/1967                                 | 10                                    | 3                                     |
| 1968 | A Man Without Love Data wydania: 03/08/1968                             | 12                                    | 3                                     |
| 1969 | Engelbert Data wydania: 01/03/1969                                      | 12                                    | 3                                     |
| 1969 | Engelbert Humperdinck Data wydania: 06/12/1969                          | 5                                     | 5                                     |
| 1970 | We Made It Happen Data wydania: 11/07/1970                              | 19                                    | 17                                    |
| 1971 | Sweetheart                                                              | 22                                    | —                                     |
| 1971 | Another Time, Another Place Data wydania: 18/09/1971                    | 25                                    | 48                                    |
| 1972 | Live At The Riviera, Las Vegas Data wydania: 26/02/1972                 | 45                                    | 45                                    |
| 1972 | In Time                                                                 | 72                                    | —                                     |
| 1973 | Engelbert King of Hearts                                                | 113                                   | —                                     |
| 1973 | My Love                                                                 | —                                     | —                                     |
| 1974 | His Greatest Hits Data wydania: 21/12/1974                              | 103                                   | 1                                     |
| 1974 | The World of Engelbert Humperdinck                                      | —                                     | —                                     |
| 1976 | After The Lovin'                                                        | 17                                    | —                                     |
| 1977 | Miracles                                                                | 167                                   | —                                     |
| 1977 | Christmas Tyme                                                          | 156                                   | —                                     |
| 1977 | Engelbert Sings For You                                                 | 201                                   | —                                     |
| 1977 | A Time For U                                                            | —                                     | —                                     |
| 1978 | Last Of The Romantics                                                   | —                                     | —                                     |
| 1978 | Love Letters                                                            | —                                     | —                                     |
| 1979 | This Moment In Time                                                     | 164                                   | —                                     |
| 1979 | Engelbert Sings the Hits                                                | —                                     | —                                     |
| 1980 | Love’s Only Love                                                        | —                                     | —                                     |
| 1980 | Retrospective                                                           | —                                     | —                                     |
| 1980 | A Merry Christmas With Engelbert Humperdinck                            | —                                     | —                                     |
| 1981 | Don't You Love Me Anymore                                               | 203                                   | —                                     |
| 1982 | Misty Blue                                                              | —                                     | —                                     |
| 1983 | You and Your Lover                                                      | —                                     | —                                     |
| 1985 | Getting Sentimental Data wydania: 04/05/1985                            | —                                     | —                                     |
| 1985 | A Lovely Way To Spend An Evening (2 LP)                                 | —                                     | —                                     |
| 1986 | Träumen Mit Engelbert                                                   | —                                     | —                                     |
| 1987 | Remember I Love You                                                     | —                                     | —                                     |
| 1987 | The Engelbert Humperdinck Collection Data wydania: 04/04/1987           |                                       | 35                                    |
| 1988 | Live in Concert / All of Me                                             | —                                     | —                                     |
| 1988 | Love is the Reason                                                      | —                                     | —                                     |
| 1989 | Ich Denk an Dich (Star Of Bethlehem)                                    | —                                     | —                                     |
| 1990 | Step into My Life                                                       | —                                     | —                                     |
| 1990 | Zärtlichkeiten                                                          | —                                     | —                                     |
| 1991 | Engelbert Heart of Gold                                                 | —                                     | —                                     |
| 1991 | Coming Home                                                             | —                                     | —                                     |
| 1992 | Hello Out There                                                         | —                                     | —                                     |
| 1992 | Forever Yours                                                           | —                                     | —                                     |
| 1993 | Yours                                                                   | —                                     | —                                     |
| 1993 | Quiereme Mucho                                                          | —                                     | —                                     |
| 1994 | An Evening with Engelbert Humperdinck                                   | —                                     | —                                     |
| 1994 | An Evening with Engelbert Humperdinck: Vol. 2                           | —                                     | —                                     |
| 1994 | Step Into My Life                                                       | —                                     | —                                     |
| 1994 | Please Release Me                                                       | —                                     | —                                     |
| 1994 | Legends Collection                                                      | —                                     | —                                     |
| 1994 | Love Legends                                                            | —                                     | —                                     |
| 1994 | At His Best                                                             | —                                     | —                                     |
| 1995 | Engelbert I Love You                                                    | —                                     | —                                     |
| 1995 | Christmas Eve                                                           | —                                     | —                                     |
| 1995 | Love Unchained Data wydania: 10/06/1995                                 | —                                     | 16                                    |
| 1995 | Engelbert Humperdinck Sings the Classics                                | —                                     | —                                     |
| 1995 | Magic Night                                                             | —                                     | —                                     |
| 1995 | Magic of Christmas                                                      | —                                     | —                                     |
| 1995 | Sings Ballads                                                           | -                                     | —                                     |
| 1995 | You are So Beautiful                                                    | —                                     | —                                     |
| 1996 | After Dark                                                              | —                                     | —                                     |
| 1996 | Live In Japan                                                           | —                                     | —                                     |
| 1996 | Feelings                                                                | —                                     | —                                     |
| 1996 | From the Heart                                                          | —                                     | —                                     |
| 1996 | 16 Most Requested Songs                                                 | —                                     | —                                     |
| 1996 | Songs of Romance                                                        | —                                     | —                                     |
| 1996 | I Wish You Love: 20 Great Love Songs                                    | —                                     | —                                     |
| 1997 | A Lovely Way to Spend an Evening                                        | —                                     | —                                     |
| 1997 | Mi Historia                                                             | —                                     | —                                     |
| 1997 | Collection                                                              | —                                     | —                                     |
| 1997 | Through the Eyes of Love                                                | —                                     | —                                     |
| 1997 | Engelbert in Love                                                       | —                                     | —                                     |
| 1997 | Great                                                                   | —                                     | —                                     |
| 1997 | Collector's Edition                                                     | —                                     | —                                     |
| 1998 | The Dance Album                                                         | —                                     | 48                                    |
| 1998 | Evening with Engelbert Humperdinck 1 (Live)                             | —                                     | —                                     |
| 1998 | Evening with Engelbert Humperdinck 2 (Live)                             | —                                     | —                                     |
| 1998 | Merry Christmas with Engelbert Humperdinck                              | —                                     | —                                     |
| 1998 | The Best of Engelbert Humperdinck Live                                  | —                                     | —                                     |
| 1999 | Dance Album (Bonus Track)                                               | —                                     | —                                     |
| 1999 | In the Still of the Night: 20 Beautiful Love Songs                      | —                                     | —                                     |
| 1999 | Live at the Royal Albert Hall                                           | —                                     | —                                     |
| 1999 | The Engelbert Humperdinck Collection                                    | —                                     | —                                     |
| 2000 | At His Very Best Data wydania: 08/04/2000                               | —                                     | 5                                     |
| 2000 | #1 Love Songs of All Time                                               | —                                     | —                                     |
| 2000 | An Evening with Engelbert Humperdinck                                   | -                                     | —                                     |
| 2000 | Evening with Engelbert Humperdinck & the Royal Philharmonic Orchestra   | —                                     | —                                     |
| 2000 | Getting Sentimental                                                     | —                                     | —                                     |
| 2001 | Original Gold Vol. 1                                                    | —                                     | —                                     |
| 2001 | Original Gold Vol. 2                                                    | —                                     | —                                     |
| 2001 | It's All in the Game                                                    | —                                     | —                                     |
| 2001 | I Want To Wake Up With You Data wydania: 20/10/2001                     | —                                     | 42                                    |
| 2001 | Red Sails in the Sunset                                                 | —                                     | —                                     |
| 2001 | Love is the Reason (DM)                                                 | —                                     | —                                     |
| 2002 | You Belong to My Heart                                                  | —                                     | —                                     |
| 2002 | As Time Goes By                                                         | —                                     | —                                     |
| 2002 | Nur Das Beste                                                           | —                                     | —                                     |
| 2003 | Definition Of Love                                                      | —                                     | —                                     |
| 2003 | Engelbert Humperdinck Live                                              | —                                     | —                                     |
| 2003 | Always Hear The Harmony: The Gospel Sessions                            | —                                     | —                                     |
| 2003 | Release Me                                                              | —                                     | —                                     |
| 2004 | His Greatest Love Songs Data wydania: 20/03/2004                        | —                                     | 4                                     |
| 2004 | Love Songs and Ballads                                                  | —                                     | —                                     |
| 2004 | Simply The Best                                                         | —                                     | —                                     |
| 2005 | Let There Be Love Data wydania: 26/02/2005                              | —                                     | —                                     |
| 2005 | Gold                                                                    | —                                     | —                                     |
| 2005 | Best of Engelbert Humperdinck: The Millenium Collection                 | —                                     | —                                     |
| 2006 | Totally Amazing                                                         | —                                     | —                                     |
| 2006 | An Introduction to Engelbert Humperdinck                                | —                                     | —                                     |
| 2007 | Greatest Hits And More Data wydania: 14/04/2007                         | —                                     | —                                     |
| 2007 | The Winding Road                                                        | —                                     | —                                     |
| 2009 | Legacy of Love                                                          | —                                     | —                                     |
| 2009 | My Love/King of Hearts                                                  | —                                     | —                                     |
| 2009 | We Made It Happen/Sweetheart                                            | —                                     | —                                     |
| 2010 | Released                                                                | —                                     | —                                     |
| 2012 | Release Me – The Best Of Engelbert Humperdinck Data wydania: 26/05/2012 | —                                     | 21                                    |

## Single
| 1967                                                      | "Release Me (And Let Me Love Again)" Data wydania: 26/01/1967 | 4   | 1  | 28 | –  | –  | 1  |
| 1967                                                      | "There Goes My Everything" Data wydania: 25/05/1967           | 20  | 2  | –  | –  | –  | 3  |
| 1967                                                      | "The Last Waltz" Data wydania: 23/08/1967                     | 25  | 1  | 6  | –  | –  | 1  |
| 1968                                                      | "Am I That Easy to Forget" Data wydania: 10/01/1968           | 18  | 3  | 1  | –  | –  | 1  |
| 1968                                                      | "A Man Without Love" Data wydania: 24/04/1968                 | 19  | 2  | 3  | 8  | –  | 1  |
| 1968                                                      | "Les Bicyclettes de Belsize" Data wydania: 25/09/1968         | 31  | 5  | 3  | –  | –  | 6  |
| 1968                                                      | "Quando Quando Quando"                                        | –   | 40 | –  | –  | –  | –  |
| 1969                                                      | "The Way It Used to Be" Data wydania: 05/02/1969              | 42  | 3  | 4  | 60 | 4  | 6  |
| 1969                                                      | "I'm A Better Man" Data wydania: 09/08/1969                   | 38  | 15 | 6  | 40 | 17 | –  |
| 1969                                                      | "Winter World of Love" Data wydania: 15/11/1969               | 16  | 7  | 3  | 8  | 1  | 3  |
| 1970                                                      | "My Marie" Data wydania: 30/05/1970                           | 43  | 31 | 2  | –  | –  | –  |
| 1970                                                      | "Sweetheart" Data wydania: 12/09/1970                         | 47  | 22 | 2  | 34 | 7  | 18 |
| 1971                                                      | "When There’s No You"                                         | 45  | 47 | 1  | 28 | 15 | –  |
| 1971                                                      | "Another Time, Another Place" Data wydania: 11/09/1971        | 43  | 13 | 5  | 16 | 11 | –  |
| 1972                                                      | "Too Beautiful to Last" Data wydania: 04/03/1972              | 86  | 14 | 16 | 66 | –  | 17 |
| 1972                                                      | "In Time"                                                     | 69  | –  | 12 | –  | 14 | –  |
| 1972                                                      | "I Never Said Goodbye"                                        | 61  | –  | 18 | 92 | 11 | –  |
| 1973                                                      | "I'm Leavin' You"                                             | 99  | –  | 17 | –  | 54 | –  |
| 1973                                                      | "Love Is All" Data wydania: 20/10/1973                        | 91  | 44 | 33 | –  | 75 | –  |
| 1974                                                      | "Free as the Wind (Temat z filmu Papillon)"                   | –   | –  | 34 | –  | –  | –  |
| 1974                                                      | "Catch Me, I'm Falling"                                       | –   | –  | 43 | –  | –  | –  |
| 1975                                                      | "This Is What You Mean to Me"                                 | 102 | –  | 14 | –  | 19 | –  |
| 1976                                                      | "After the Lovin'"                                            | 8   | –  | 1  | 7  | –  | –  |
| 1977                                                      | "I Believe in Miracles"                                       | –   | –  | 15 | –  | 13 | –  |
| 1977                                                      | "Goodbye My Friend"                                           | 97  | –  | 37 | –  | –  | –  |
| 1977                                                      | "Lover’s Holiday"                                             | –   | –  | 26 | –  | 2  | –  |
| 1978                                                      | "The Last of the Romantics"                                   | –   | –  | 28 | –  | 1  | –  |
| 1978                                                      | "Love’s in Need of Love Today"                                | –   | –  | 44 | –  | –  | –  |
| 1978                                                      | "This Moment in Time"                                         | 58  | –  | 1  | –  | 14 | –  |
| 1979                                                      | "Can’t Help Falling in Love"                                  | –   | –  | 44 | –  | 11 | –  |
| 1979                                                      | "A Much, Much Greater Love"                                   | –   | –  | 39 | –  | –  | –  |
| 1980                                                      | "Love’s Only Love"                                            | 83  | –  | 28 | –  | –  | –  |
| 1981                                                      | "Don't You Love Me Anymore"                                   | –   | –  | 41 | –  | –  | –  |
| 1983                                                      | "Til You and Your Lover Are Lovers Again"                     | 77  | –  | 17 | –  | –  | –  |
| 1988                                                      | "Nothing's Gonna Change My Love for You"                      | –   | 93 | –  | –  | –  | –  |
| 1989                                                      | "Red Roses for My Lady"                                       | –   | –  | –  | –  | –  | –  |
| 1996                                                      | "Lesbian Seagull"                                             | –   | –  | –  | –  | –  | –  |
| 1999                                                      | "Quando Quando Quando" Data wydania: 30/01/1999               | –   | 40 | –  | –  | –  | –  |
| 2000                                                      | "How to Win Your Love" Data wydania: 06/05/2000               | –   | 59 | –  | –  | –  | –  |
| 2002                                                      | "Once in a While"                                             | –   | –  | –  | –  | –  | –  |
| 2004                                                      | "Release Me" Data wydania: 12/06/2004                         | –   | –  | –  | –  | –  | –  |
| 2010                                                      | "Tell Me Where It Hurts"                                      | –   | –  | –  | –  | –  | –  |
| 2012                                                      | "Love Will Set You Free" Data wydania: 19/05/2012             | –   | 60 | –  | –  | –  | –  |
| "–" oznacza, że album nie został wydany w danym regionie. |                                                               |     |    |    |    |    |    |

## DVD
| Rok  | Dane dot. wydawnictwa |
| ---- | --- |
| 1967 | Engelbert Humperdinck – Greatest Performances 1967-1977 - Wydany: 21 kwietnia 2009 - Wytwórnia: Image Entertainment - Format: digital download                               |
| 1985 | Engelbert Humperdinck Spectacular – Live At The Royal Albert Hall, London - Wydany: 21 września 2004 - Wytwórnia: Classic World Productions, Inc. - Format: digital download |
| 2002 | Engelbert Humperdinck In Concert – The Last Waltz - Wydany: 30 lipca 2002 - Wytwórnia: Musicrama, Inc. - Format: digital download                                            |
| 2003 | Engelbert Humperdinck – Engelbert Live - Wydany: 29 lipca 2003 - Wytwórnia: Music Video Distributors - Format: digital download                                              |
| 2006 | Englebert Humperdinck – Totally Amazing - Wydany: 12 września 2006 - Wytwórnia: Image Entertainment - Format: digital download                                               |
| 2007 | Engelbert Humperdinck – Live in Concert - Wydany: 17 marca 2007 - Wytwórnia: Kultur Films Inc. - Format: digital download                                                    |
| 2007 | Englebert Humperdinck: King Of Romance - Wydany: 28 sierpnia 2007 - Wytwórnia: MPI Home Video - Format: digital download                                                     |
| 2007 | Engelbert Live - Wydany: 17 marca 2007 - Wytwórnia: Kultur Films Inc. - Format: digital download                                                                             |